# Mittelallalin
Il Mittelallalin (3.456 m s.l.m.) è una elevazione nel massiccio del Mischabel, considerata anticima dell'Allalinhorn.

## Descrizione
La vetta della montagna è raggiungibile da Saas-Fee dapprima con una funivia che sale a Felskinn e poi con il Metro Alpin, metropolitana scavata all'interno della montagna. Sulla vetta vi è costruito un ristorante girevole.
Il Mittelallalin è il punto di partenza per la salita all'Allalinhorn e per lo sci estivo praticato sul ghiacciaio di Fee.